# Голий короп
Короп голий (лат. Cyprinus nudus) — штучно виведена форма звичайного коропа. Інша назва — шкірястий короп.

## Поширення
Розповсюджено переважно в Європі, насамперед у Великій Британії.  

## Опис
Не містить луски взагалі. Його єдина відмінність від попередньої породи – повна відсутність луски (допускається лише наявність декількох великих лусок в районі хвоста). У всьому іншому генетичні ознаки голого і лінійного коропів повністю співпадають. Розміри коропа сильно коливаються: сьоголітки — 15-500 г, трьохлітки — 350-2000 г, чотирьохлітки — 1000 — 3000 г.

## Спосіб життя
Воліє до теплої води. В річках його улюблені місця з глинистим дном під обривистими берегами та ями, особливо ями. До 3-х річного віку постійно мешкає по плесам та заливам, вибираючи такі, на яких комиш (очерет) росте у великій кількості. А от великий короп рідко вибирає для свого мешкання такі плеса й заливи, хоча виходиться сюди жирувати. Дорослий короп завжди обирає своїм пристановищем великі ями, завалені корягами й ломом. Взагалі коропи в річці уникають надто мулистих і піщаних місць і обирають своїм місцеперебуванням ями з глинистим дном – з тої причини, що такі ями розташовані майже завжди уступами або мають багато глиб. Такі ями бувають під обривами та крутоярами, на згині, що робить річка. В невеликих річках він часто живе під мостами, де зазвичай буває глибоко між опорами. Короп на ставку тримається біля якогось невеличкого островка посередині повністю оброслого по периметру очеретом.
Це дуже обережна риба, яка не переносить шуму та інших подразників. Великі особини в ставках тримаються зазвичай на значному віддалені від берегів (не менше 80 м), підходять до берегів лише коли все спокійно й тихо вдосвіта і перед самим заходом сонця. У раціон входять водорості (рогіз, ряска, нитчасті водорості), прибережна зелень, зерна злакових і різні органічні залишки, які потрапляють в річку (ставок) з дощової та талої води. Звичайно короп ніколи не відмовиться від хробачка, опариша чи мотиля. Особливо повесні.
Має високу схильність всіляких шкірних хвороб і паразитів. Голий короп досить витривалий до кисневого режиму.
Розмножуватись починає на четвертому-п’ятому році життя. Максимальна швидкість росту коропа досягається при температурі 23 -28С, при понижених температурах — падає, при 3 -4С ріст припиняється, при 1-2C — короп впадає в сплячку. Повесні у поймах відкладається ікра.

## Короп і людина
У ставках, де його розводять, влаштовують коропові змагання. Багато рибалок готові тижнями просиджувати біля ставка, винаходячи самі неймовірні прикормки, монтажі та насадки, аби мати задоволення вивудити саме голого коропа. Його унікальний капризний кльов і часом абсолютно непередбачувані смакові вимоги, дійсно, є справжнім подарунком для любителів «важкою» риболовлі. Тому в інтернеті так багато фотографій коропів-монстрів саме цієї породи, адже вона є елітною.
Рибалка на коропа, як правило, починається в травні. Тоді коли вода зазвичай прогрівається до 10 ° С, і триває аж до самої осені (включно до вересня, а іноді може також проходити та в жовтні). Самою вірно прикметою того, що в ставку є короп — це безумовно його викидання з води, яке ніяк не можна спутати з викиданням інших риб. Цей короп вискакує майже завжди повністю. Строго вверх, ніби стаючи на хвоста. Посеред дня короп викидається набагато рідше, ніж зранку і ввечері. В цей час, а також вночі, дана риба харчується. З цією ціллю він виходиться зі своїх схованок та ям на мілкі плеса чи в комиші інколи ще з вечора, а повертається до своїх пристановищ не пізніше 8-10 ранку. Восени, особливо при похмурій погоді, короп може харчуватися майже весь день.